# Adagnesia pacifica
Adagnesia pacifica is een zakpijpensoort uit de familie van de Agneziidae. De wetenschappelijke naam van de soort is voor het eerst geldig gepubliceerd in 1998 door Sanamyan & Sanamyan.